# Cattleya amethystoglossa
La Cattleya amethystoglossa es una especie de orquídea epífita que pertenece al género de las Cattleya. 

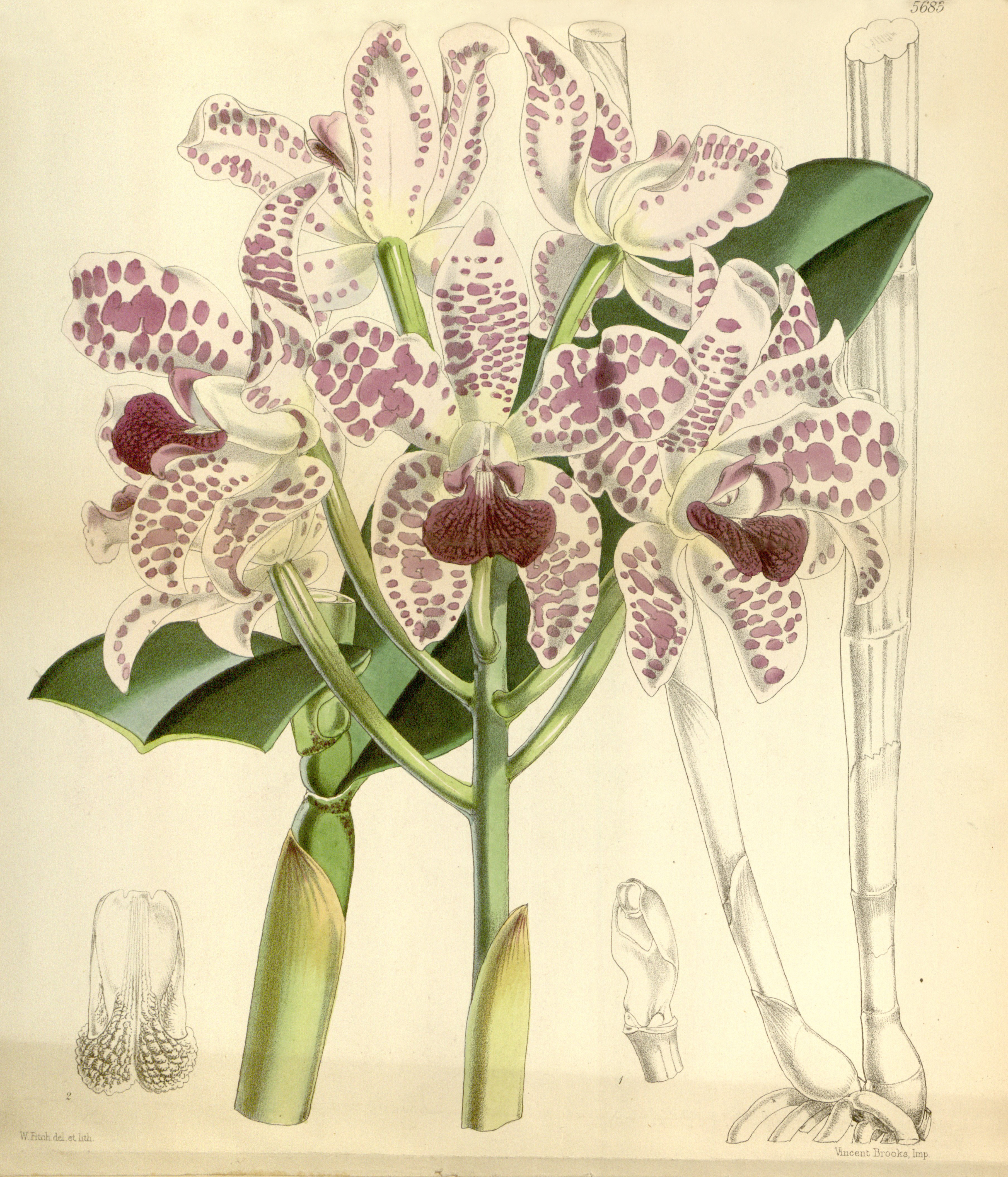
Ilustración

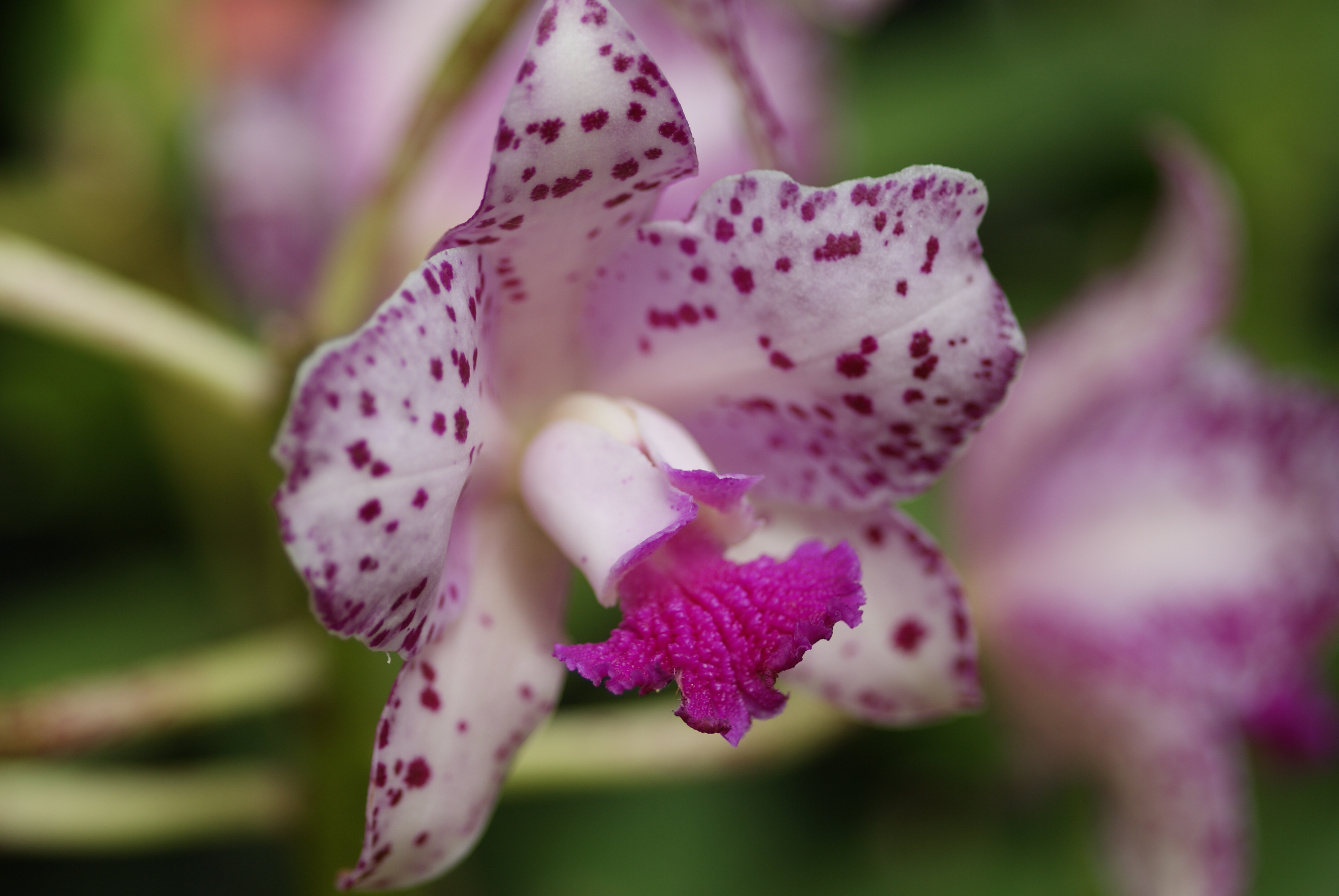
Detalle de la flor

## Descripción
Es una orquídea de gran tamaño, con hábitos de epífita que tiene pseudobulbos cilíndricos que llevan 2 hojas apicales. Florece en el otoño, invierno y principios de primavera con una inflorescencia terminal, con 10 a 30 flores fragantes. Esta especie necesita de luz abundante, agua y el fertilizante durante su crecimiento y un descanso definitivo cuando en se encuentra en dormancia. Esta especie es muy similar a Cattleya guttata pero difiere en las flores que aquí son rosa pálido o blanco, manchado de color malva oscuro rosáseo en los sépalos y los pétalos y los lóbulos laterales como blanco el labio, y un lóbulo medio magenta y la garganta de color oro pálido o blanco.

## Distribución
Se encuentra en Bahía, Minas Gerais y Pernambuco de Brasil  en las elevaciones de alrededor de 600 metros en afloramientos de roca cerca del mar y en las palmas, a pleno sol con una gran cantidad de calor y con alto porcentaje de aire húmedo. 

## Taxonomía
Cattleya amethystoglossa fue descrita por Linden & Rchb.f. ex R.Warner  y publicado en Select Orchidaceous Plants ser. 1 t. 2. 1862.
Etimología
Cattleya: nombre genérico otorgado en honor de William Cattley orquideólogo aficionado inglés,
amethystoglossa: epíteto  que significa "con la lengua o labelo de Amethista"
Sinonimia
- Cattleya guttata var. keteleerii Houllet
- Cattleya guttata var. lilacina Rchb.f.
- Cattleya guttata var. prinzii Rchb.f.
- Cattleya purpurina Barb.Rodr.
- Epidendrum elatius var. prinzii (Rchb.f.) Rchb.f.[1][4][5]